# Parc du Mémorial de la Paix de Hiroshima
Le parc du Mémorial de la Paix de Hiroshima (広島平和記念公園, Hiroshima heiwa kinen kōen) est un parc situé dans le centre-ville de Hiroshima, au Japon. Ouvert le 1er avril 1954, il fut créé par l'architecte Kenzō Tange afin de commémorer les victimes du bombardement atomique de Hiroshima. De nombreux bâtiments ont été construits en souvenir de l'attaque et dans l'espoir d'une paix durable.

## Construction
L'aménagement du parc du Mémorial de la Paix de Hiroshima coïncide avec la volonté de reconstruction de la ville de Hiroshima de la part du gouvernement japonais. L'idée de la construction d'un parc en mémoire des victimes de la bombe atomique apparut très tôt, entre septembre et novembre 1945. Le pont Aioi qui dessert le parc à son extrémité Nord, et dont le plan en « T » est reconnaissable depuis le ciel, était pour cette raison la cible désignée par le bombardier américain Enola Gay pour la larguée Little Boy. Portée par les vents, celle-ci explosa finalement à la verticale de l’hôpital Shima, à moins de trois cents mètres au sud-est du pont.
En février 1946, sous l'impulsion du futur maire de la ville, Shinzō Hamai (en), il fut décidé de créer le Conseil pour la Reconstruction de Hiroshima. Ce dernier, comptant 26 membres, devait permettre de débattre de l'avenir dans la ville. Ils furent assistés par le lieutenant John D. Montgomery, un officier américain désigné en tant que « Conseiller à la Reconstruction ». Un mois après la création du conseil, en mars 1946, un mémorial prenant la forme d'une tour fut construit sur l'emplacement du Jisen-ji, un temple de la Terre Pure détruit pendant le bombardement. 
En juin 1946, le Conseil pour la Reconstruction de Hiroshima choisit de faire du quartier de Nakajima, situé au centre de la ville de Hiroshima, le « Mémorial du Désastre de la Guerre ». Ce mémorial devait faire partie du parc de Nakajima, qui, faute de moyen et subissant des pressions s'opposant à sa construction, ne verra jamais le jour. En effet, le budget alloué à la reconstruction de la ville était de 56 millions de yens alors que les experts estimaient le coût de la reconstruction à 2,3 milliards de yens.

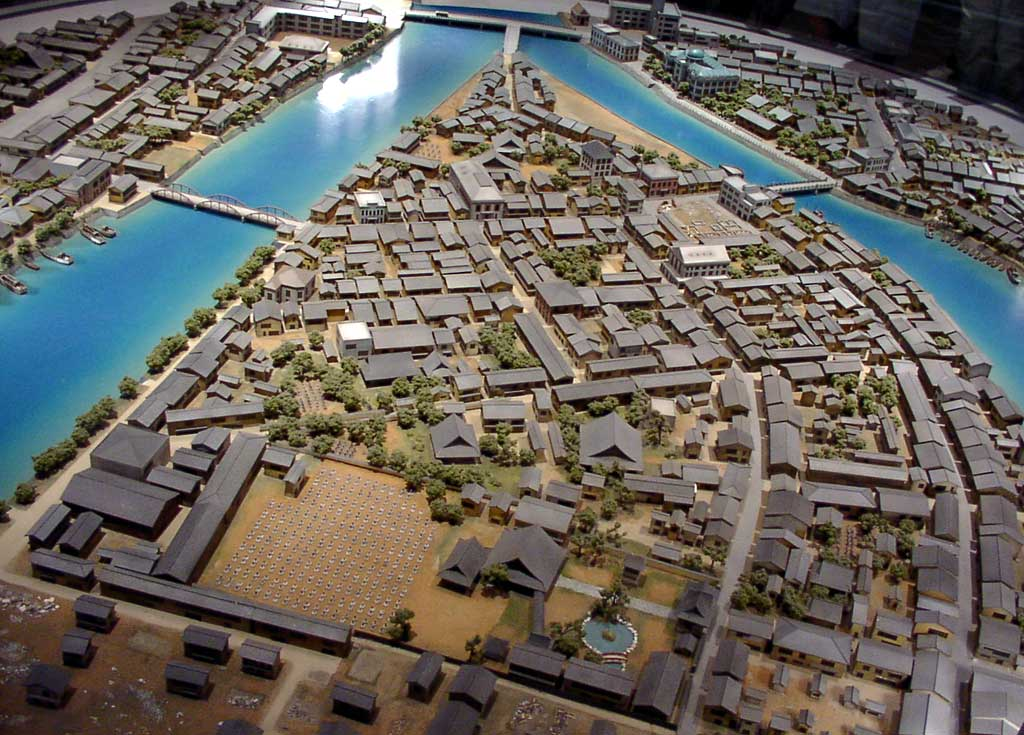
Maquette représentant le quartier de Nakajima avant l'explosion.
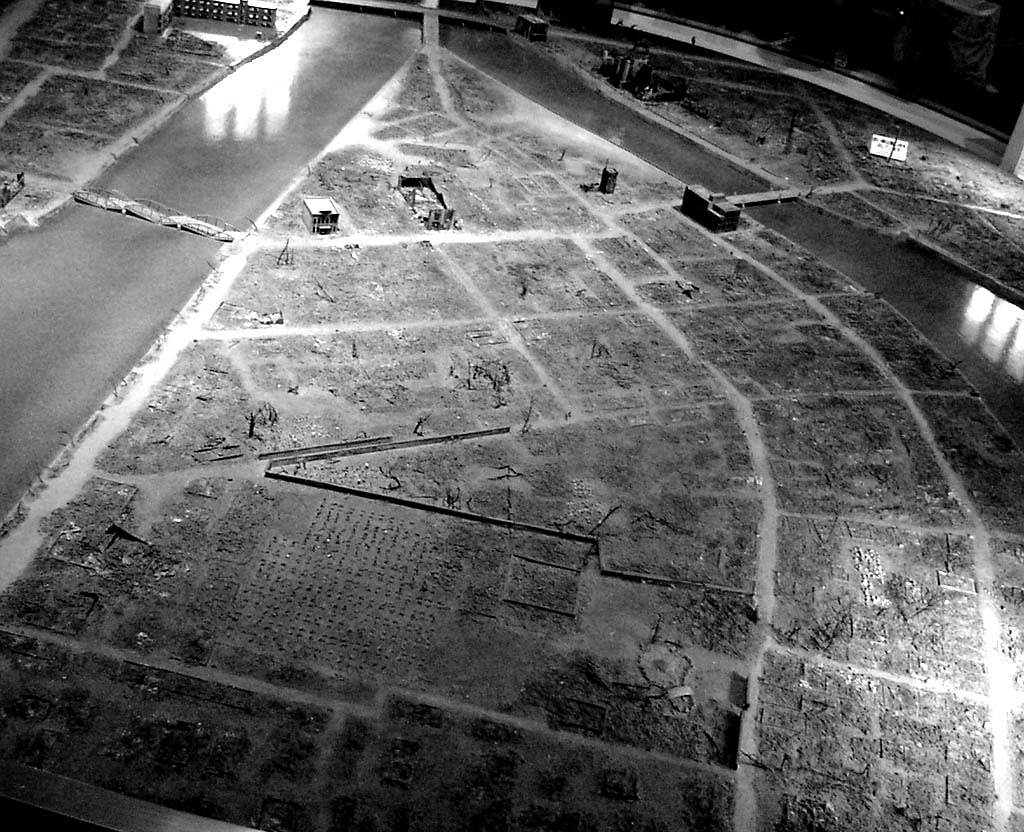
Maquette représentant le quartier de Nakajima après l'explosion.

L'idée refera cependant surface lorsque le gouvernement japonais mettra en vigueur le 6 août 1949, après un référendum conformément à l'article 95 de la Constitution, une loi nommée « Loi sur la Construction de Hiroshima en tant que Ville-Mémorial de la Paix » (広島平和記念都市建設法, Hiroshima heiwa kinen toshi kensetsu hō) plaçant la reconstruction de la ville à la fois sous la responsabilité du gouvernement national et municipal. Grâce à cette loi, des terres appartenant à l'État ont pu être transférées à la municipalité, comme ce fut le cas pour le quartier de Nakajima, totalement rasé après la guerre.
Le projet, passant du nom de « parc Nakajima » à « parc du Mémorial de la Paix », reçut 145 propositions entre l'ouverture du concours d'aménagement, le 20 avril 1949, et le 6 août 1949. Finalement, ce fut le projet de l'équipe menée par Kenzō Tange, alors professeur à l'université de Tokyo, qui fut retenu. L'équipe était composée, en sus de Tange, de Takashi Asada, Sachio Otani et Tokukuni Kimura.

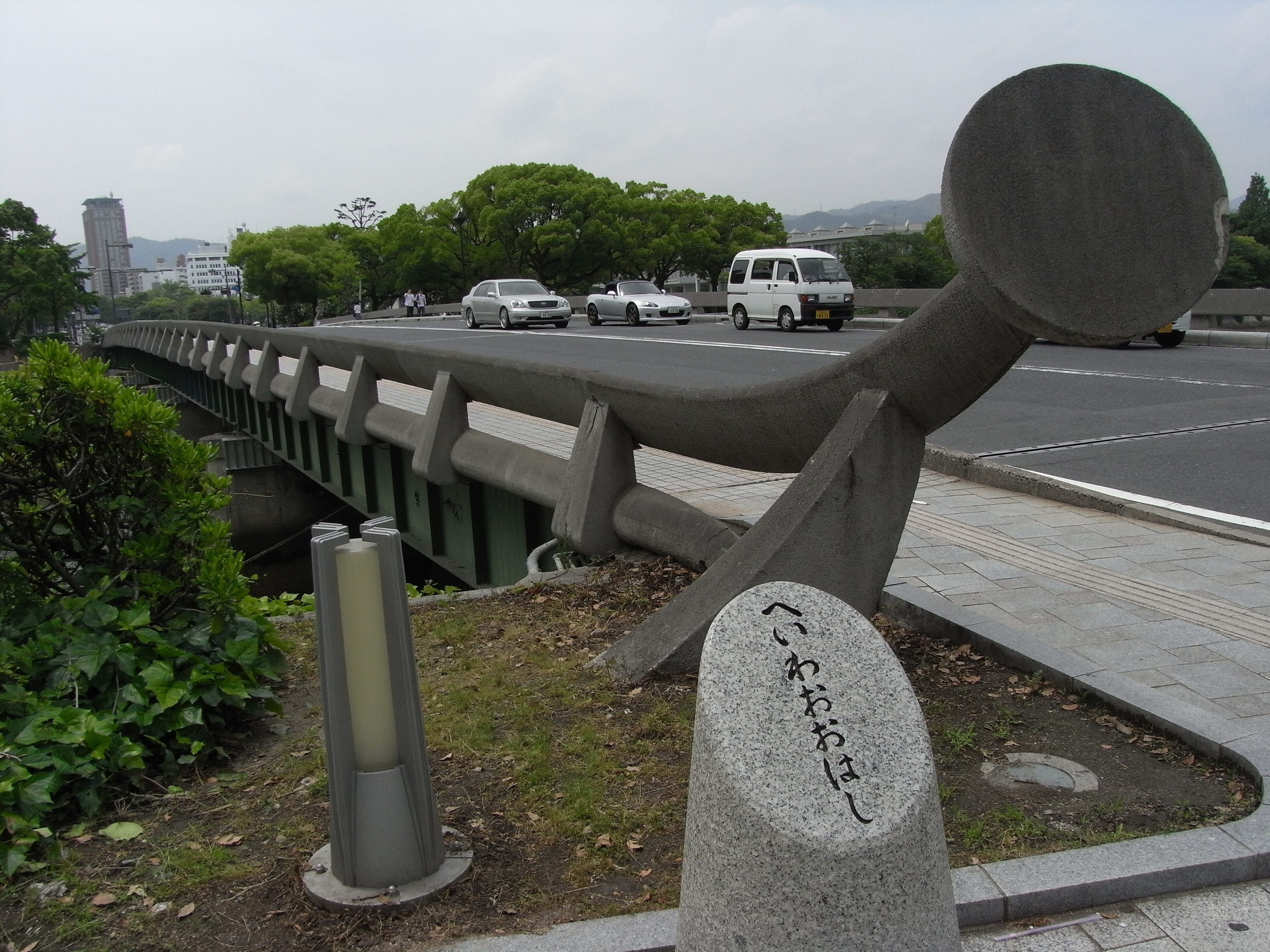
La rambarde du pont de la Paix représente un Soleil.

Il décida de couper le quartier de Nakajima en deux axes principaux. Le premier est un axe formé entre le dôme de Genbaku et le cénotaphe du parc de la Paix. Il est la bissectrice du triangle constitué par la séparation en deux de l'Ōta et l'autre axe majeur matérialisé par le « boulevard de la Paix » (平和大通り, heiwa ōdōri). L'artiste Isamu Noguchi fut appelé par Tange pour concevoir les rambardes des deux ponts se situant aux extrémités de ce boulevard. Arrivant sur le chantier pendant l'été 1951, il constata avec tristesse que ce projet allait déloger de nombreux rescapés, vivant dans des abris de fortune. Il fit néanmoins construire les ponts entre 1951 et 1952, du nom de « pont de la Paix » (平和大橋, heiwa ōhashi) et « pont de la Paix Ouest » (西平和大橋, nishi heiwa ōhashi), respectivement surnommés Tsukuru (To Build) et Yuku (To Depart). Ces surnoms constituent une métaphore de la naissance et de la mort. Les ponts furent vivement critiqués après leur inauguration en raison de leur avant-gardisme, mais aussi parce qu'ils constituaient, selon un groupe bouddhiste, un « point de vue chrétien du design ».

## Monuments principaux
Le parc du Mémorial de la Paix comprend de nombreux monuments, antérieurs ou postérieurs au bombardement de la ville le 6 août 1945.

### Cénotaphe du parc de la Paix

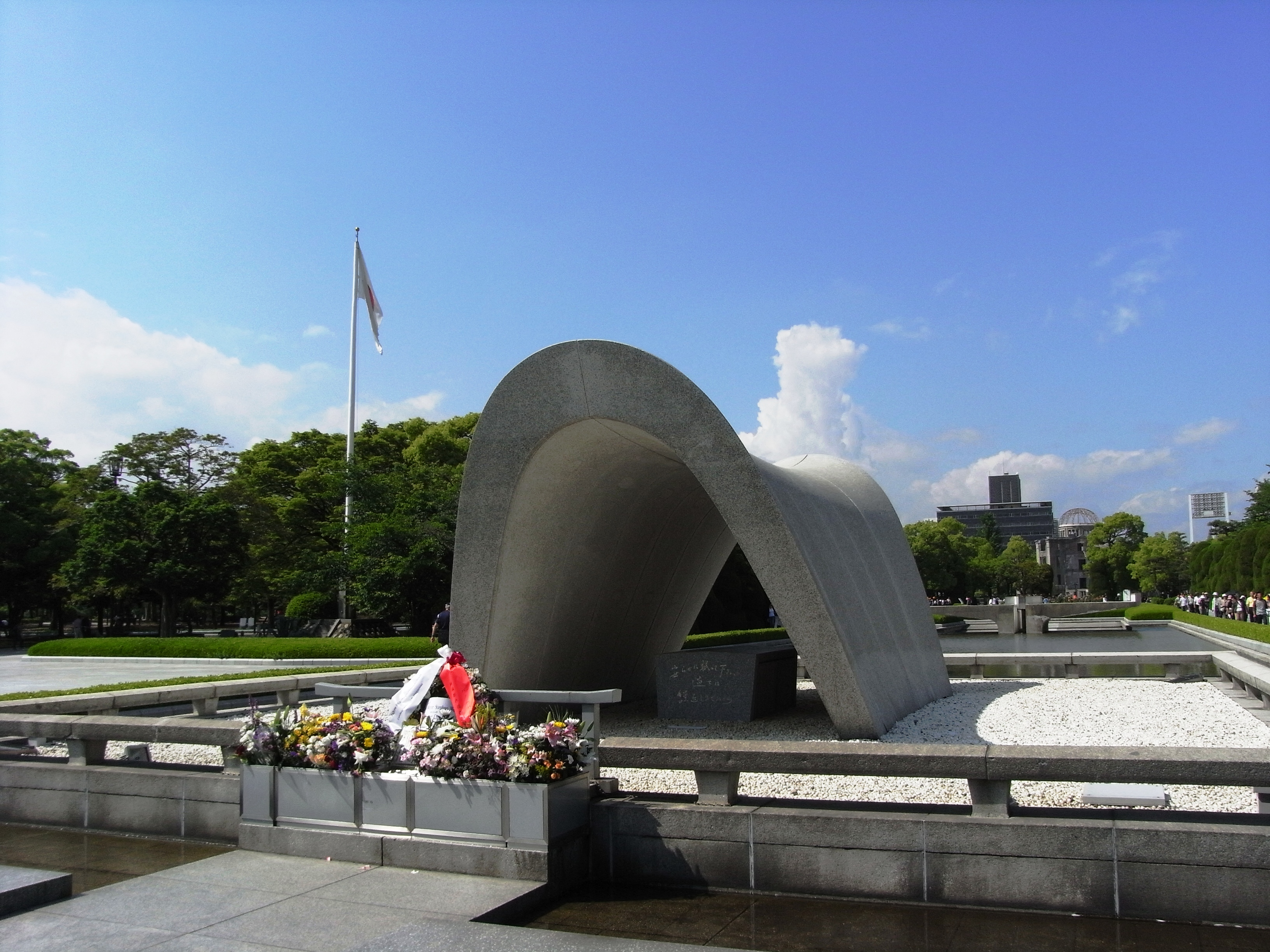
On peut voir l'alignement entre le cénotaphe du parc de la Paix, la flamme de la Paix et le dôme de Genbaku.

Le cénotaphe du parc de la Paix (平和公園慰霊碑, heiwa kōen ireihi) fut inauguré en mars 1952. Dessiné à l'origine par l'artiste américano-japonais Isamu Noguchi, ce monument devait, de par sa forme, représenter un dōtaku. Cependant, celui-ci se verra refuser la réalisation du monument en raison de sa nationalité. Kenzō Tange, qui entretenait une relation d'amitié avec Noguchi, repris l'idée principale du monument, à savoir le « U » inversé, et le fit construire en béton. Ce dernier voyait cependant la forme de l'arche comme celle des toits des maisons de la période Kofun, retrouvées sous la forme de haniwa. Cependant, l'arche s'étant détériorée avec le temps, elle fut supprimée en décembre 1984 et remplacée par une nouvelle arche, en granite cette fois, en mars 1985.
Il est inscrit sur le cénotaphe la phrase suivante : « 安らかに眠って下さい 過ちは 繰返しませぬから » (Yasuraka ni nemutte kudasai, Ayamachi wa kurikaeshimasen kara). Cette épitaphe, écrit par Saiga Tadayoshi, signifie « Repose en paix, car (je/nous/ils?) ne répète pas l'erreur ». L'absence de sujet, naturelle en japonais, a cependant été à l'origine d'une controverse menée par Radhabinod Pal, le représentant de l'Inde au Tribunal militaire international pour l'Extrême-Orient. Celui-ci reprochait à l'épitaphe de ne pas être claire quant au responsable de « l'erreur », ce à quoi Shinzō Hamai répliqua plus tard en expliquant que le sujet était volontairement omis afin que chacun se confronte à ses responsabilités.

### Cloches de la Paix

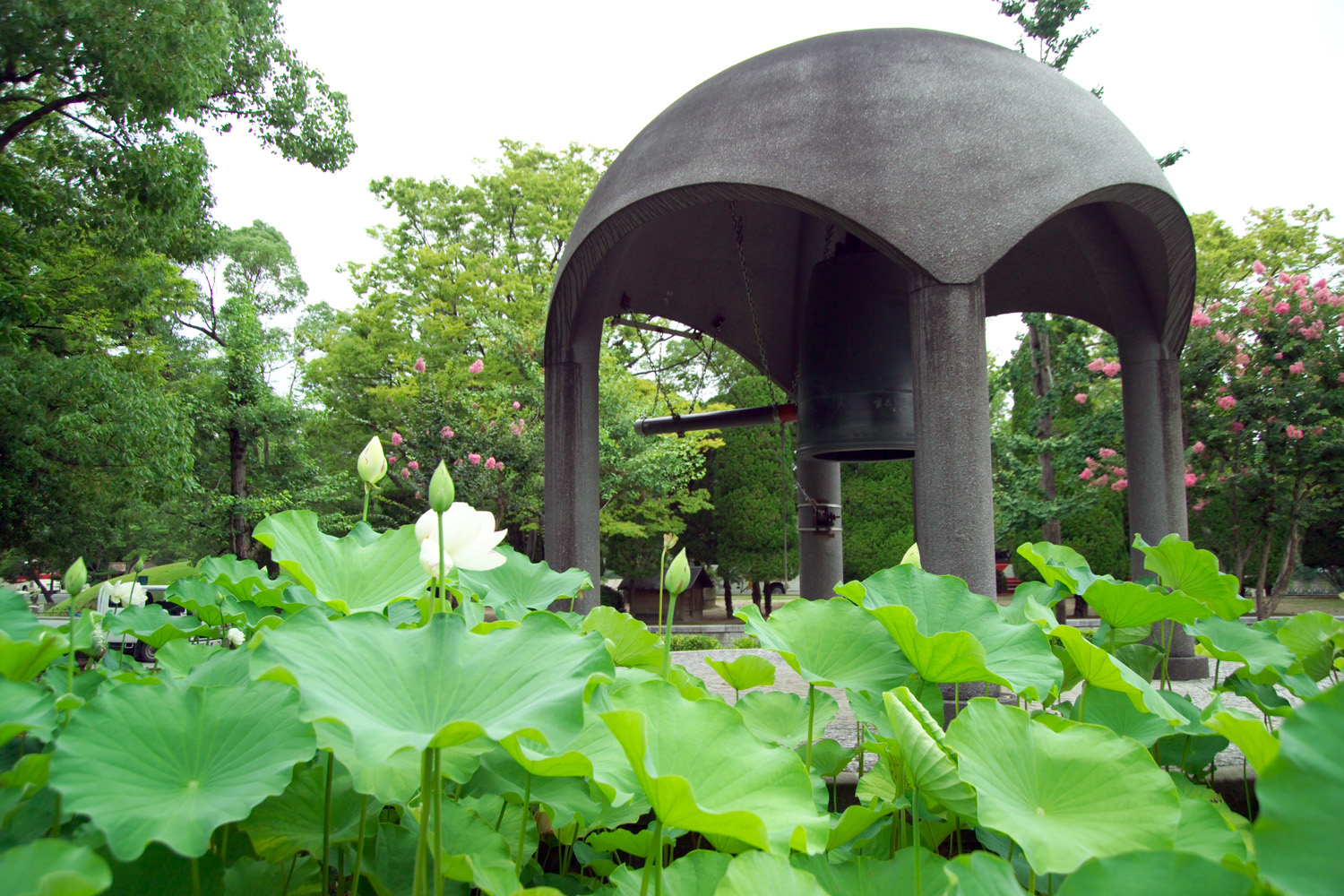
La cloche de la Paix située dans le parc est entourée de lotus Ōga.

Les cloches de la Paix (平和の鐘, heiwa no kanu) ont été créées par Katori Masahiko et fabriquées à Takaoka par Oigo Works Co., Ltd. La cloche de la Paix située dans le parc fut inaugurée le 20 septembre 1964 tandis que celle située dans le musée de la Paix, de plus petite taille, date de 1967. 
La cloche de la Paix placée en extérieur présente un planisphère sur sa surface. Le son de la cloche, enregistré lors de la commémoration du bombardement, fait partie depuis 1996 des « 100 sons du Japon ».
La cloche de la Paix située dans le musée n'est placée en extérieur que pendant la cérémonie commémorative du 6 août. Il y est gravé le mot « paix » (平和, heiwa), tracé à l'origine par l'ancien Premier ministre Shigeru Yoshida.

### Dôme de Genbaku

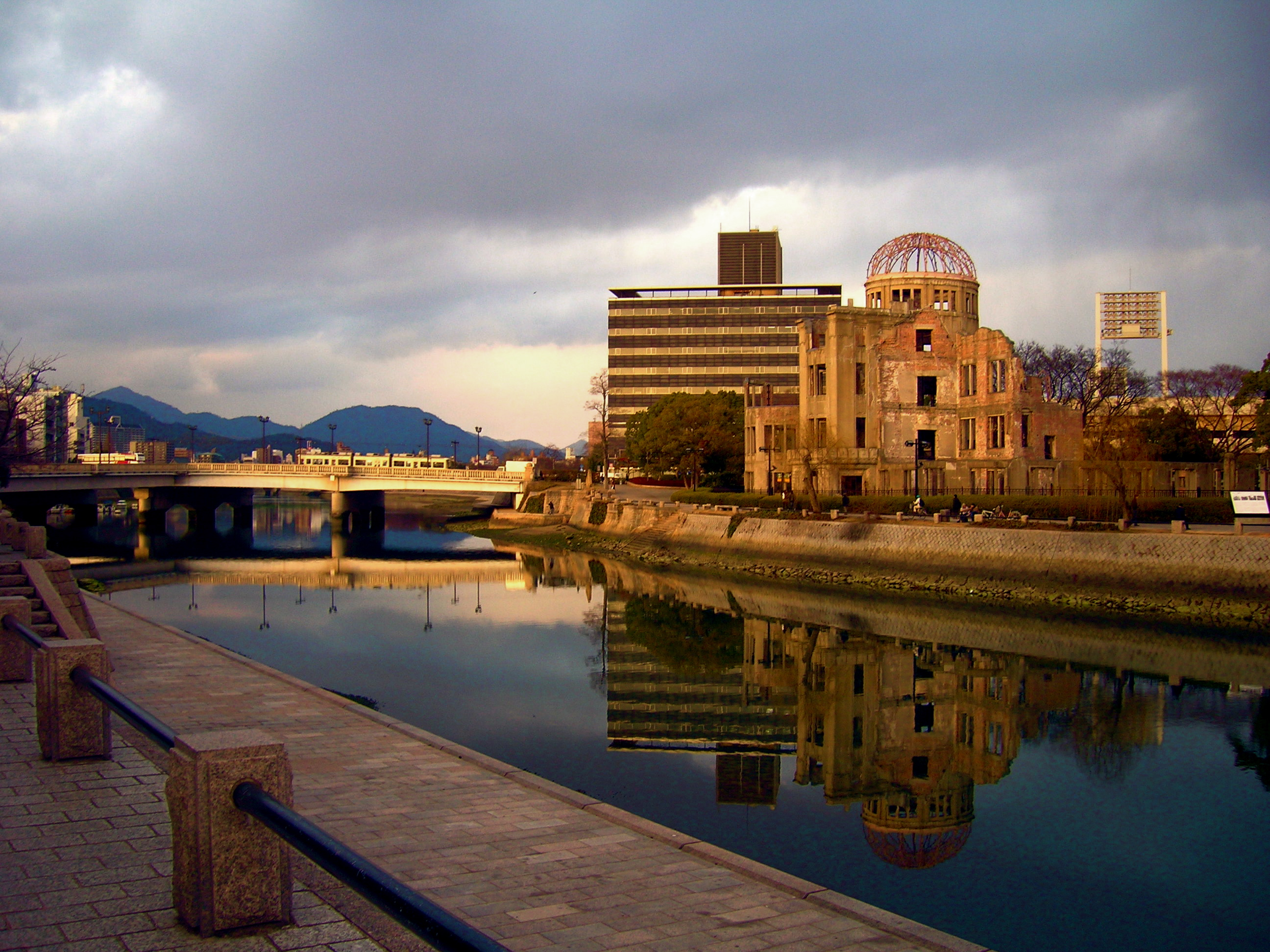
Le dôme de Genbaku au coucher du soleil.

Le dôme de Genbaku (原爆ドーム, genbaku dōmu), également appelé mémorial de la Paix de Hiroshima est le bâtiment ayant résisté le plus proche de l'hypocentre de la bombe. Il en est en effet éloigné de seulement 140 m. La trentaine d'employés travaillant dans le bâtiment sont morts sur le coup. L'édifice aurait dû être détruit mais la ville de Hiroshima décida de le garder dans l'état dans lequel il se trouvait juste après l'explosion, afin de laisser une empreinte éternelle à cette catastrophe. Il était autrefois le « Hall de la promotion des Industries de la Préfecture d'Hiroshima » et se distinguait des autres bâtiments par son architecture européenne.
En 1995, le dôme de Genbaku est classé aux monuments historiques puis l'année d'après, en 1996, il est inscrit sur la liste du patrimoine mondial de l'UNESCO avec comme argument que « le dôme est devenu un monument universel pour l’humanité entière, symbolisant l’espoir d’une paix perpétuelle et l’abolition définitive de toutes les armes nucléaires sur la Terre » et a subi quelques travaux afin de le protéger des aléas climatiques, le vent et la pluie ayant fini par abimer la structure en brique du bâtiment.

### Flamme de la Paix

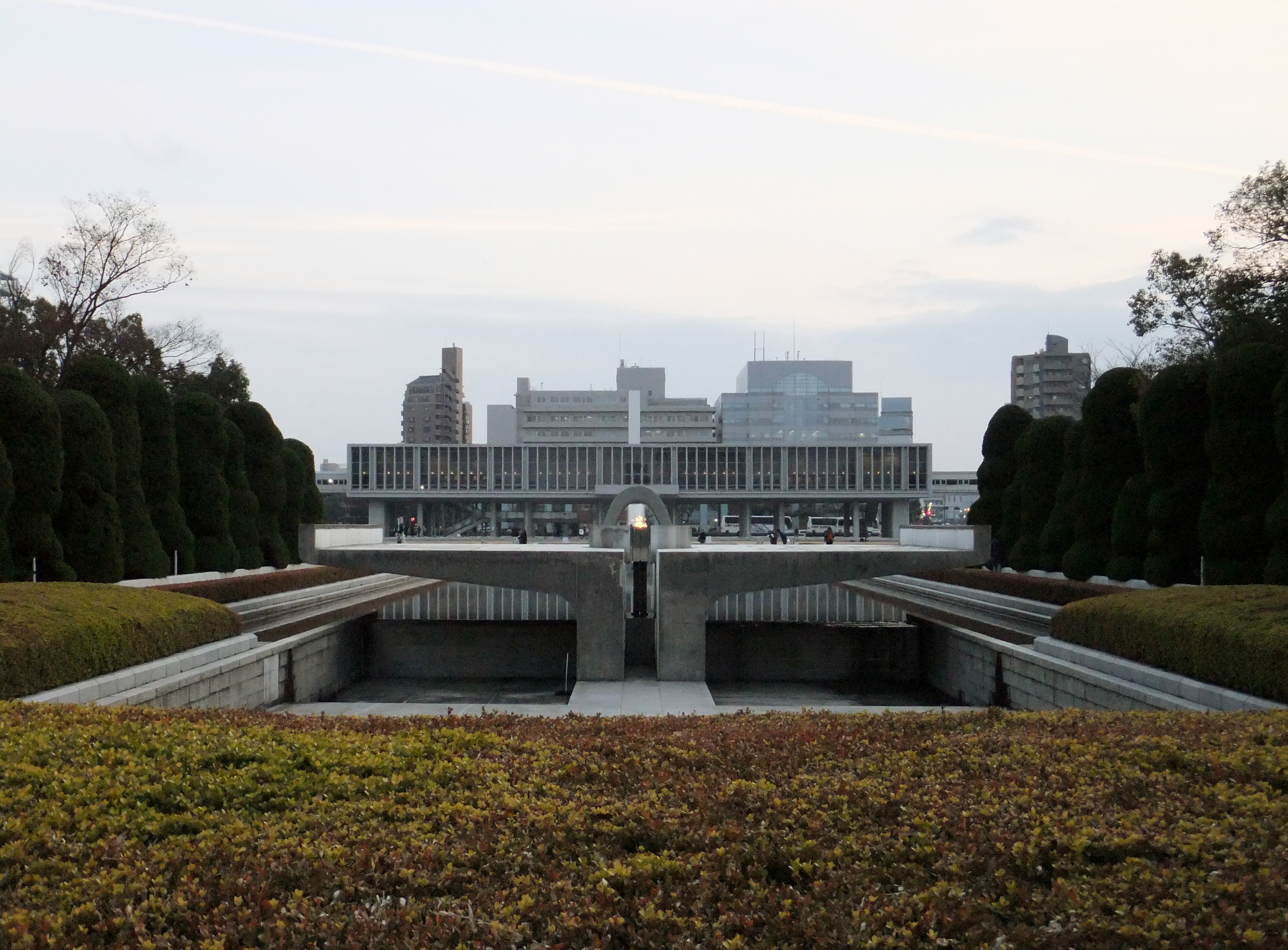
La flamme de la Paix, avec le cénotaphe et le musée du Mémorial de la Paix en arrière-plan.

La flamme de la Paix est un monument conçu par Kenzō Tange représentant deux mains jointes au niveau des poignets. Au centre de ces dernières se trouve une flamme qui fut allumée le 1er août 1964 et qui symbolise la lutte contre le nucléaire militaire. Elle brûlera en effet jusqu'à ce que toute « forme d'arme nucléaire soit éradiquée ». Ce monument constitue un axe avec le cénotaphe et le dôme de Genbaku.

### Les portes de la Paix

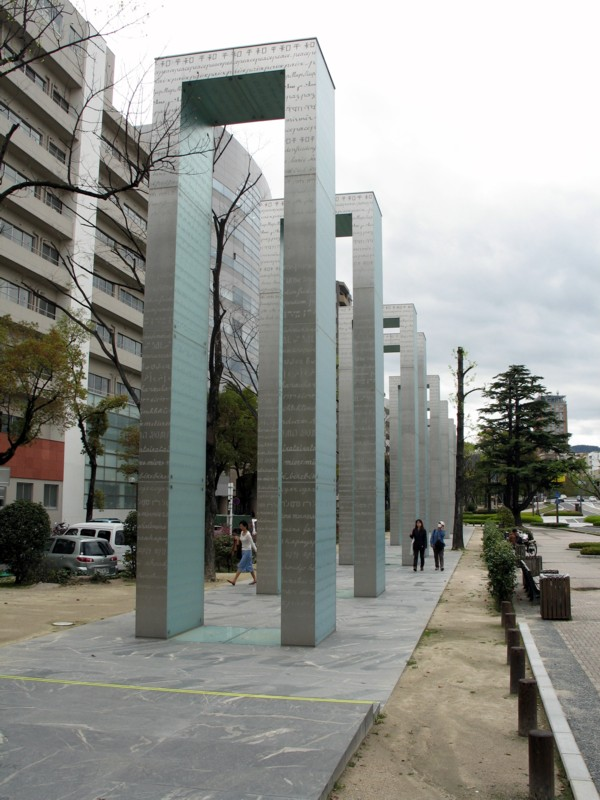
Les portes de la Paix sont installées le long du boulevard de la Paix.

Œuvre des Français Clara Halter et Jean-Michel Wilmotte, cet ensemble de dix portes fut érigé le 9 juillet 2005 et inauguré quelques jours plus tard, le 30, par le maire de la ville, Tadatoshi Akiba, et par l'ambassadeur de France au Japon, Bernard de Montferrand, afin de célébrer les soixante ans du bombardement. Ce projet fut instauré par le chef d'orchestre Seiji Ozawa, qui avait été séduit par le mur pour la Paix de Paris, créé par les mêmes artistes, et fut ensuite financé par l'Association française d'action artistique, l'UNESCO et par des entreprises privées. 
Ces portes en verre, hautes de 9 m, d'une largeur de 2,6 m et d'une profondeur de 1,6 m, reposent sur une dalle de 93 m de long. Elles portent l'inscription « Paix », retranscrite en 49 langues et dix-huit alphabets, tout comme le sol pavé. Leur nombre fait écho aux neuf Cercles de l'enfer du poète italien Dante Alighieri dans la Divine Comédie, auquel fut rajouté un dixième cercle, celui de Hiroshima.

### Monument de la paix des enfants
Le monument de la paix des enfants (原爆の子の像, genbaku no ko no zō) est un monument commémorant Sadako Sasaki ainsi que tous les autres enfants ayant péri dans le bombardement. Cette fillette, tout juste âgée de deux ans lors du bombardement, développa une leucémie due à son exposition aux radiations qui la tua alors qu'elle avait douze ans, en 1955. Elle avait entrepris de plier mille grues en papier, ce qui, selon une légende japonaise, permet de voir un de ses vœux exaucés.
Ces grues sont devenues un symbole de paix, et de nombreux enfants visitant le mémorial laissent un origami au pied de la statue. La statue représente Sadako Sasaki, tenant dans ses bras une grue en or. Elle est soutenue par un piédestal en granit sur lequel il est gravé :
| これはぼくらの叫びです   | Ceci est notre cri.                   |
| これは私たちの祈りです   | Ceci est notre prière.                |
| 世界に平和をきずくための | Pour construire la paix dans le monde |

Le monument fut inauguré le jour de la fête des enfants, le 5 mai 1958. Le piédestal avait été dessiné par Kiyoshi Ikebe, un professeur de l'université de Tokyo tandis que les statues ont été créées par Kazuo Kikuchi, professeur à l'université des arts de Tokyo. La cloche située sous le piédestal avait été offerte par le physicien Hideki Yukawa, partisan du désarmement nucléaire.

### «Rest House» du parc de la Paix

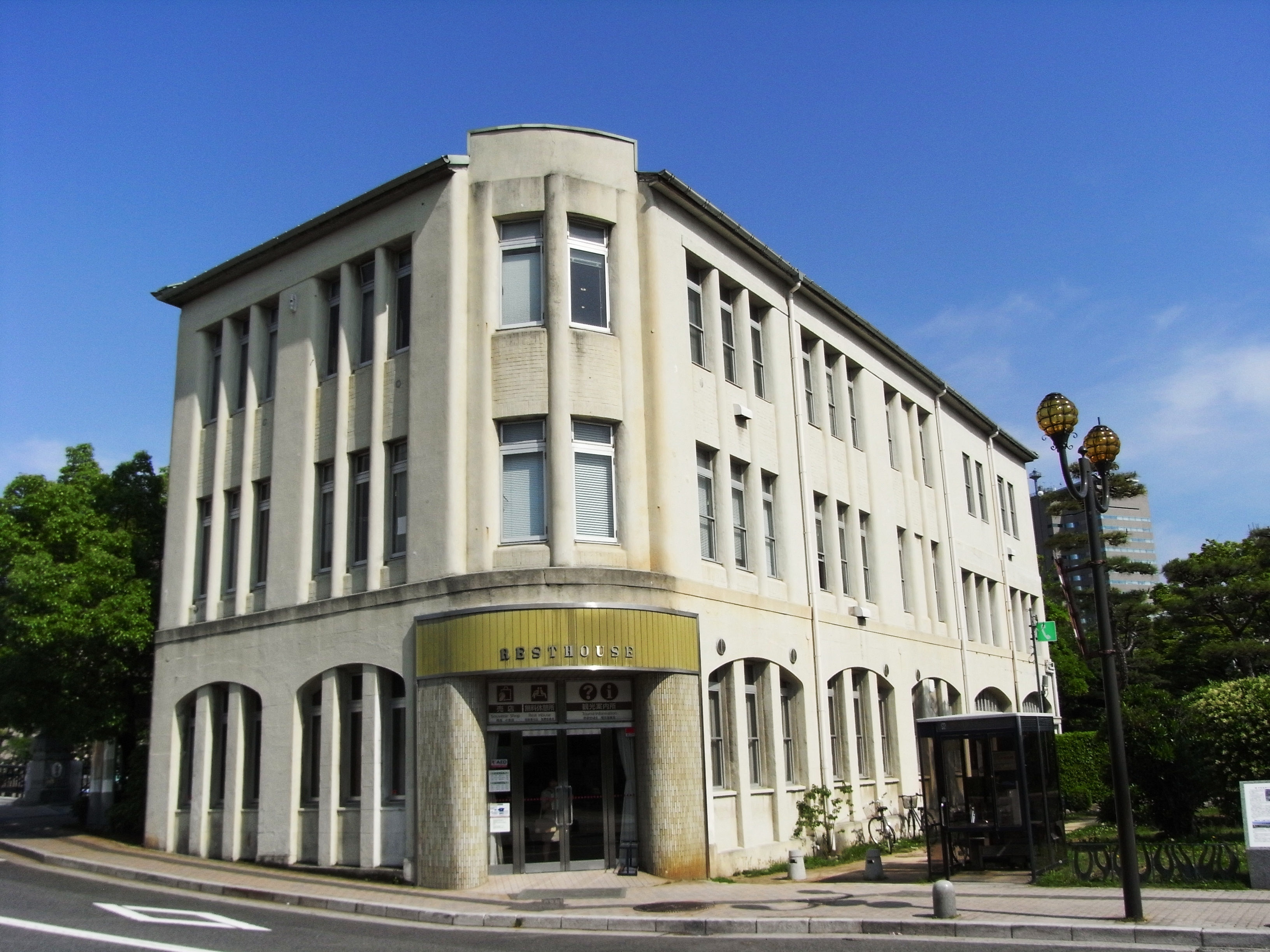
Ce bâtiment, bien que reconstruit par la suite, fut l'un des seuls à ne pas s'écrouler lors du bombardement.

Ouvert en 1929, ce bâtiment, ayant été commandité par la manufacture de tissu d'Ōsaka Taishhōya Gofukuten, était construit en béton armé. C'est cette caractéristique, rare à l'époque, qui lui permit de résister à l'explosion. Le commerce qui l'occupait initialement ferma en 1943, à la suite du décret réglementant les tissus. Autrefois, ses activités étaient présentes sur tous les niveaux du rez-de-chaussée au 3e étage. Il fut ensuite racheté par le syndicat de distribution des carburants. 
Lors du bombardement, le bâtiment s'enflamma et seules restèrent les fondations. Le sous-sol fut quant à lui indemne et peut être visité. Il est utilisé depuis 1982 comme office de tourisme et boutique-souvenir du parc du Mémorial de la Paix.

### Tertre funéraire de la Bombe-A

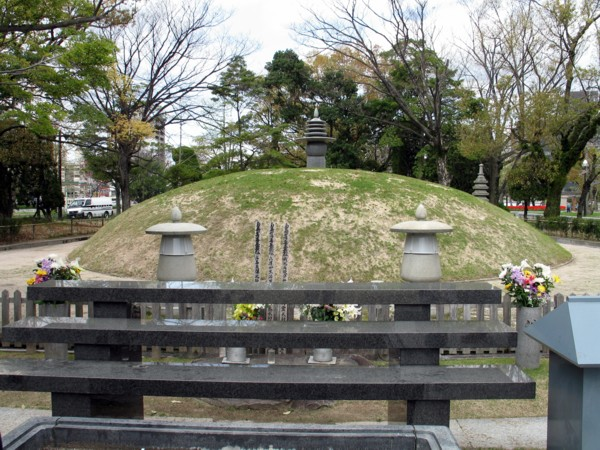
Le tertre funéraire, où sont rassemblées les cendres de 70000 victimes non identifiées.

Le tertre funéraire de la Bombe-A est situé près de ce qui fut, à l'origine, le temple Jisen-ji. Après l'explosion, des milliers de corps non identifiés, certains étant charriés par les rivières aux alentours, furent entassés ici, puis brûlés. En juillet 1946, une petite chapelle put être installée grâce à des dons. Le 5 août 1955, la ville de Hiroshima offrit à ces victimes de la bombe une sépulture plus décente que celle faite dix ans plus tôt dans l'urgence. Il fut alors décidé de rassembler les ossements dispersés aux quatre coins de la ville.

## Musées

### Musée du Mémorial de la Paix de Hiroshima

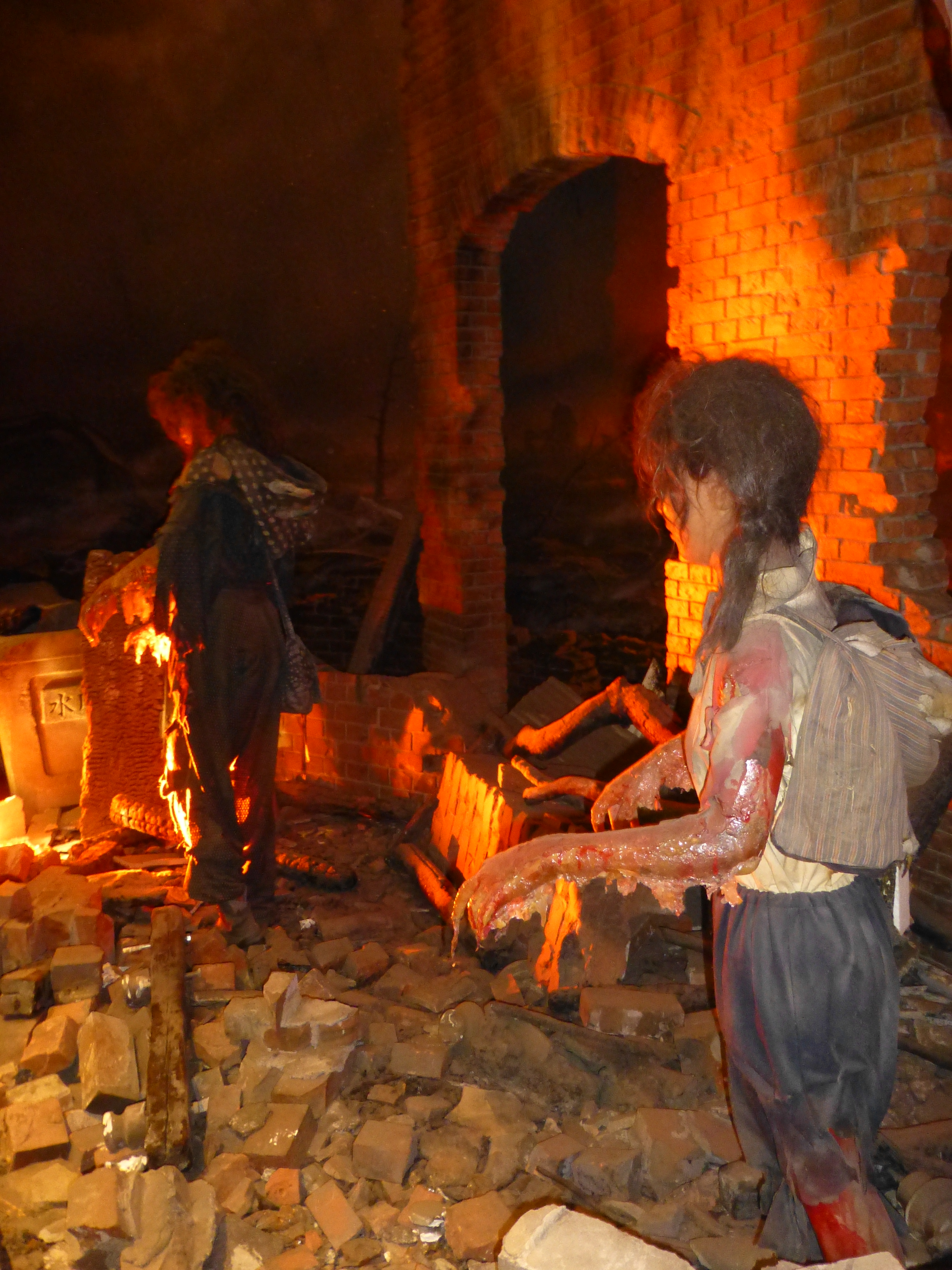
Statues de cire et scène de reconstitution des dommages physiques après explosion de la bombe atomique américaine à Hiroshima, le 6 août 1945 (musée du Mémorial pour la Paix d'Hiroshima).

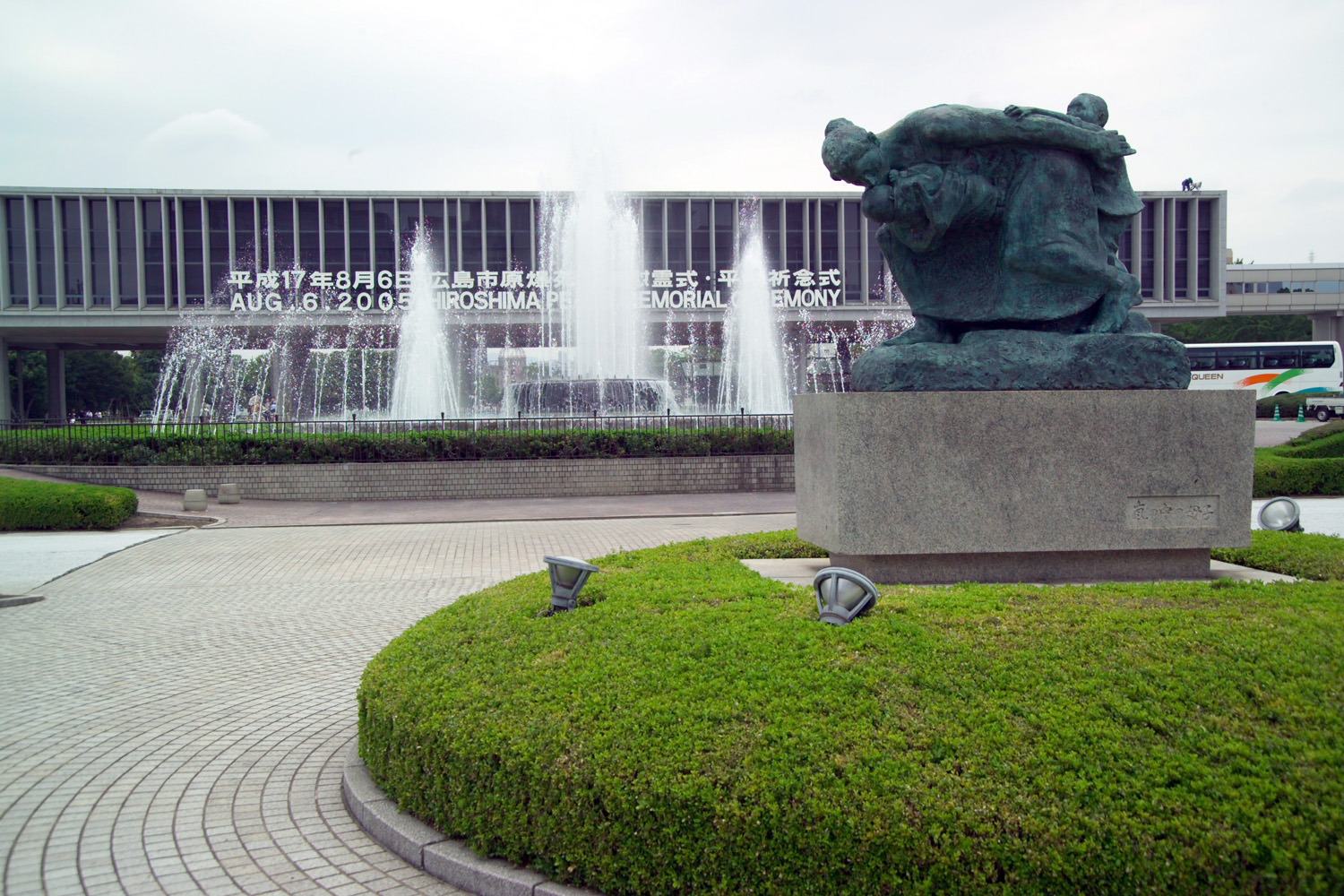
Le musée du Mémorial de la Paix, construit sur pilotis.

Conçu par Kenzo Tange et construit en 1955, le musée est bâti sur pilotis sur une large place. À travers des documents historiques et officiels variés (maquettes, lettres, photographies...) les visiteurs sont invités à découvrir les différents événements qui menèrent au bombardement du 6 août 1945.